# Canton d'Auch-Nord-Ouest
Le canton d'Auch-Nord-Ouest est une ancienne division administrative française située dans le département du Gers et la région Midi-Pyrénées.

## Géographie
Ce canton était organisé autour d'Auch dans l'arrondissement d'Auch. Son altitude variait de 100 m (Sainte-Christie) à 281 m (Auch) pour une altitude moyenne de 190 m.

## Composition
Le canton d'Auch-Nord-Ouest regroupait huit communes et comptait 9 601 habitants (population municipale) au 1er janvier 2012.
| Communes             | Population (2012) | Code postal | Code Insee |
| -------------------- | ----------------- | ----------- | ---------- |
| Auch                 | 21 838 (1)        | 32000       | 32013      |
| Castin               | 261               | 32810       | 32091      |
| Duran                | 665               | 32810       | 32117      |
| Mirepoix             | 171               | 32390       | 32258      |
| Montaut-les-Créneaux | 618               | 32810       | 32279      |
| Preignan             | 961               | 32810       | 32331      |
| Roquelaure           | 454               | 32810       | 32348      |
| Sainte-Christie      | 418               | 32390       | 32368      |

(1) fraction de commune.

## Histoire
Canton créé par le décret du 2 août 1973, en divisant le canton d'Auch-Nord, qui disparaît.
Voir Canton d'Auch-Nord-Est.

## Administration
| Période | Période      | Identité         | Étiquette           | Qualité |
| ------- | ------------ | ---------------- | ------------------- | --- |
| 1973    | 1979         | Robert Dauzère   | DVD                 | Maire de Roquelaure Président du Conseil Général (1970-1976) Ancien conseiller général du Canton d'Auch-Nord |
| 1979    | 1985         | Pierre Lasserre  | PS                  | Viticulteur Maire de Preignan                                                                                |
| 1985    | 1988 (décès) | Henri Thomas     | UDF-CDS             | Chef d'entreprise à Auch                                                                                     |
| 1988    | 1992         | Claude Bourdil   | UDF puis FU puis PS | Expert-comptable Conseiller municipal d'Auch Elu en 1997 dans le Canton d'Auch-Sud-Est-Seissan               |
| 1992    | 1998         | Jacques Brussiau | RPR                 | Agriculteur, conseiller municipal d'Auch Conseiller régional Suppléant du député Yves Rispat (1993-1997)     |
| 1998    | 2015         | Pierre Lasserre  | PS                  | Maire de Preignan jusqu'en 2008 Vice-Président du Conseil Général                                            |

## Démographie
| 1975 | 1982 | 1990  | 1999  | 2006  | 2011  | 2012  |
| ---- | ---- | ----- | ----- | ----- | ----- | ----- |
| -    | -    | 8 643 | 8 669 | 9 057 | 9 234 | 9 601 |